# Семёнов, Пётр Николаевич (1858)
Пётр Николаевич Семёнов (1858 — 1912) — член Совета министра народного просвещения, сенатор, гофмейстер, тайный советник.

## Биография
Происходил из старинного дворянского рода Рязанской губернии. Родился 7 сентября или 7 октября 1858 года в семье обер-прокурора Сената (впоследствии — сенатора, действительного тайного советника) Николая Петровича Семёнова; племянник известного географа П. П. Семёнова-Тян-Шанского.
Среднее образование получил в филологической гимназии при Историко-филологическом институте, которую окончил в 1877 году. Здесь большое влияние на Семёнова оказал известный лингвист, профессор К. А. Коссович. В 1879 году Семёнов составил и издал «Пособие к повторению важнейших правил об употреблении времен, наклонений и конструкций глаголов в латинском языке», допущенное Ученым комитетом Министерства народного просвещения к употреблению в гимназиях и прогимназиях. Несмотря на личные уговоры графа Д. А. Толстого продолжать занятия по филологии, поступил на физико-математический факультет Санкт-Петербургского университета и окончил его со степенью кандидата в 1881 году.
28 мая 1881 года определен на службу во Второе отделение Собственной Его Императорского Величества канцелярии при главноуправлявшем князе С. Н. Урусове. В это время Семёнов приготовлялся к сдаче экзамена на степень кандидата по юридическому факультету, чтобы продолжить свое образование в юридической области, однако служебные занятия не дали возможности его осуществить. В 1881 и 1882 годах принимал участие в трудах по уничтожению филлоксеры в Крыму и заведовал делами филлоксерного съезда в Севастополе.
С преобразованием Второго отделения в Кодификационный отдел при Государственном совете, продолжал службу до его закрытия и присоединения к Государственной канцелярии в 1883 году и, последовательно, занимал в этом учреждении должности младшего и помощника старшего чиновника, приняв участие в составлении новых изданий некоторых томов Свода законов. 29 декабря 1893 года назначен помощником статс-секретаря Государственного совета, сверх штата, в каковой должности состоял сперва по департаменту законов, а затем по отделению Свода законов. 20 апреля 1897 года назначен членом Совета министра народного просвещения. В течение почти 12 лет принимал участие в многочисленных ведомственных и междуведомственных комиссиях, в разработке многих вопросов и проектов уставов учебных заведений, составил обзор деятельности ведомства за царствование Александра III. Кроме того, опубликовал ряд статей и отдельных работ по крестьянскому делу, экономическим и юридическим вопросам.
В 1887—1897 годах был правителем дел Совета Императорского Женского патриотического общества. В последующие годы состоял почетным членом Женского патриотического общества, членом Русского географического общества и Московского общества испытателей природы, членом Высочайше утвержденного Комитета по сооружению военного флота на добровольные пожертвования. Также избирался почетным мировым судьей Раненбургского уезда и земским гласным по этому уезду и по Даниловскому уезду Ярославской губернии.
Был пожалован 1 января 1887 года — в камер-юнкеры, 24 марта 1896 года — в камергеры, 6 декабря 1904 года — в должность гофмейстера и, наконец, 6 февраля 1907 года — в гофмейстеры; 19 января 1909 года был назначен к присутствованию в Правительствующем Сенате, по департаменту герольдии
Скончался холостым 12 (25) марта 1912 года в Сан-Ремо после продолжительной болезни. Был похоронен в фамильном склепе в селе Урусово Раненбургского уезда.